# Simaethula chalcops
Simaethula chalcops är en spindelart som beskrevs av Simon 1909. Simaethula chalcops ingår i släktet Simaethula och familjen hoppspindlar. Inga underarter finns listade i Catalogue of Life.